# Bogusław Radziwiłł
Bogusław Radziwiłł (lituanien : Boguslavas Radvila, biélorusse : Багуслаў Радзівіл ) (3 mai 1620 - 31 décembre 1669) est un magnat polonais, membre de la famille Radziwiłł, prince du Saint-Empire, plusieurs fois membre du Parlement de la République, staroste de Bar, écuyer du Grand Duché de Lituanie, enseigne du Grand Duché de Lituanie, field marshal de Suède, gouverneur général du duché de Prusse (1657-1669).

## Mariage et descendance
Bogusław épouse Anna Maria Radziwiłł (1640–1667), fille de son cousin Janusz Radziwiłł (1612–1655). Ils ont une fille :
- Louise Caroline

## Sources
- (en) Cet article est partiellement ou en totalité issu de l’article de Wikipédia en anglais intitulé « Bogusław Radziwiłł » (voir la liste des auteurs).

- (pl) Cet article est partiellement ou en totalité issu de l’article de Wikipédia en polonais intitulé « Bogusław Radziwiłł » (voir la liste des auteurs).